# Vlag van Gaastmeer

Vlag van Gaastmeer

De vlag van Gaastmeer is de dorpsvlag van het Nederlandse dorp Gaastmeer, in de Friese gemeente Súdwest-Fryslân. De vlag werd in 1991 geregistreerd.

## Beschrijving
De beschrijving van de vlag is als volgt:
Drie golvende banen van blauw - geel - groen, in de verhouding van 5 : 2 : 5; in de broektop een witte vis met een lengte van 7/18 vlaghoogte.
De kleuren zijn afkomstig van het dorpswapen.

## Symboliek
- Blauwe baan: staat voor het water.
- Golvende groene baan: staat voor het grasland. Het golven duiden op het water en op de aal uit het dorpswapen.

## Zie ook

Wapen van Gaastmeer